# Erwin Becker
Erwin Helmar Becker (* 15. Juni 1898 in Darmstadt; † 15. November 1978 in Sonthofen) war ein deutscher Veterinärmediziner und Hochschullehrer.

## Leben
Erwin Becker verließ 1917 mit der Primar-Reife die Ludwigs-Oberrealschule in seiner Heimatstadt Darmstadt und diente im Anschluss daran bis 1919 als Soldat im Ersten Weltkrieg. Danach legte er die Abiturprüfung für Kriegsteilnehmer an der Ludwigs-Oberrealschule ab und studierte ab 1921 Veterinärmedizin an der Tierärztlichen Hochschule Hannover. 1928 erwarb er den akademischen Grad eines Dr. med. vet. Becker leitete von 1926 bis zum Ausbruch des Zweiten Weltkriegs die private Tierklinik seines 1925 verstorbenen Onkels Helmar Dun in Sarstedt.
1951 habilitierte sich Becker an der Freien Universität Berlin für das Fach Veterinärchirurgie. 1953 erfolgte seine Beförderung zum außerplanmäßigen Professor, im Folgejahr zum ordentlichen Professor. Zusätzlich wurde ihm die Leitung des Instituts für Röntgenologie, Tierzahnheilkunde und Veterinärorthopädie sowie der Klinik für Pferdekrankheiten übertragen. 1968 wurde Becker, unter dessen Leitung etwa 400 Lehr- sowie Operationsfilme produziert worden waren, die er regelmäßig im Unterricht einsetzte, emeritiert.
Becker, der sich insbesondere Verdienste um die Zahnbehandlung beim Pferd erworben hatte, wurde durch die Verleihung der Dammann-Medaille durch die Tierärztliche Hochschule Hannover und die Aufnahme als Ehrenmitglied in die International Veterinary Students Union gewürdigt.

## Schriften
- Neuzeitliche Untersuchung und Behandlung der Zahnkrankheiten beim Pferd. Schaper, Hannover 1938.
- Über die Osteosynthose bei kleinen Haustieren und kleinen landwirtschaftlichen Nutztieren mit Hilfe eines hierfür zusammengestellten Instrumentariums. In: Deutsche tierärztliche Wochenschrift. Verlag M. & H. Schaper, Hannover 1959.
- Über die Verwendung moderner Kunststoffe in der tierärztlichen Praxis. In: Berliner und Münchener tierärztliche Wochenschrift. 1959.
- Über die wichtigsten Zahnerkrankungen bei Haustieren. In: Deutscher Zahnärztekalender. 1960.
- Über Möglichkeiten der Frakturbehandlung mit Hilfe perkutaner Schrauben und extrakutaner Kunststoffbrücke. In: Berliner Medizin. Sonderdruck 11, 1960, S. 3–9.
- Versuche mit Kunststoffen am Huf des Pferdes, in: Berliner und Münchener tierärztliche Wochenschrift. 1961.
- Kurzer Überblick über die Osteosynthose unter Verwendung einer neuen Knochensäge. In: Berliner und Münchener tierärztliche Wochenschrift. 1963.